# 55384 Muiyimfong
55384 Muiyimfong è un asteroide della fascia principale. Scoperto nel 2001, presenta un'orbita caratterizzata da un semiasse maggiore pari a 2,4054375 au e da un'eccentricità di 0,1448279, inclinata di 3,55222° rispetto all'eclittica.